# Chiesa di Nostra Signora del Rosario (San Diego)
La chiesa di Nostra Signora Rosario, costruita tra il 1923 e il 1925, è la chiesa cattolica italiana di San Diego, California negli Stati Uniti d'America.

## Storia
Nel 1921 il cardinale di Los Angeles, alla cui diocesi Il territorio di San Diego allora apparteneva, affidò la colonia italiana di San Diego a padre Sylvester Rabagliati, un padre salesiano nato in Italia che era stato ordinato sacerdote a Bogotà in Colombia. Rabagliati trascorse i primi due anni a raccogliere i fondi per la nuova chiesa e il 17 agosto 1923, ne iniziò la costruzione. Al Natale successivo fu in grado di celebrare la Messa nella Chiesa ancora incompiuta.
La cerimonia ufficiale di consacrazione avvenne, a lavori conclusi, il 15 novembre 1925. Al centro della Little Italy (San Diego), la chiesa divenne subito il punto di riferimento dei cattolici italiani ivi residenti, una popolazione di pescatori per lo più proveniente da Genova e dalla Sicilia. La Sala Parrocchiale fu aggiunta alla chiesa nel 1939.
A tutt'oggi la chiesa è al servizio della comunità cattolica italiana di San Diego.